# Tremors 2: Aftershocks
Tremors 2: Aftershocks is een Amerikaanse komische horrorfilm uit 1996, en een vervolg op de film Tremors (1990). De film werd geregisseerd door S.S. Wilson. Hoofdrollen werden vertolkt door Fred Ward, Christopher Gartin, Michael Gross en Helen Shaver.

## Verhaal
Zes jaar zijn verstreken sinds de gebeurtenissen in deel 1. Earl Bassett woont nog altijd in Perfection, Nevada, waar hij een struisvogelboerderij heeft. Deze boerderij is alles wat hij over heeft gehouden aan zijn pogingen geld te verdienen met zijn gevecht met de Graboids. Op een dag wordt hij benaderd door een man genaamd Grady Hoover en een vertegenwoordiger van een Mexicaanse oliecompagnie. De vertegenwoordiger vertelt Earl dat er Graboids gesignaleerd zijn in het veld waar een raffinaderij van de compagnie staat. Hij vraagt Earl dan ook om hulp. Earl weigert eerst, maar bedenkt zich wanneer hij te horen krijgt dat het Mexicaanse leger hem van alle benodigde spullen zal voorzien; hij $50.000 krijgt voor elke dode Graboid en $100.000 voor elke Graboid die hij levend vangt. Grady zal hem helpen daar Earl’s vorige partner, Valentine McKee, nu getrouwd is en met pensioen is gegaan.
Earl en Grady reizen af naar de olieraffinaderij en ontmoeten de crew die hen daar verder zal helpen: geoloog Kate Reilly, haar assistent Julio en hoofdontwerper Pedro. Samen beginnen ze hun jacht op de enorme wormen. In het begin werkt hun techniek uitstekend. Ze lokken Graboids met geluiden van een ketting die achter een wagen aan over de grond sleept, en zien via een seismograaf waar de Graboids zich bevinden. Vervolgens blazen ze de Graboid op met een radiografisch bestuurbaar wagentje gevuld met dynamiet. Op deze manier schakelen ze zestien Graboids uit. De zeventiende heeft hen echter door en gaat er na een wilde achtervolging vandoor. Bovendien ontdekt Earl dat er veel meer Grabois zijn dan hij eerst dacht, waarop hij besluit om versterking  te halen: Burt Gummer, een paranoïde survivalexpert die ook de eerste Graboid-invasie in Perfection heeft meegemaakt. Zijn vrouw Heather heeft hem verlaten, en Earls contact met hem lijkt Burt te doen ontwaken uit een lange diepe depressie. Hij arriveert al snel bij de Mexicaanse raffinaderij in een legerwagen die is volgeladen met explosieven en voedsel.
Earl, Grady, en Burt zetten de jacht voort en maken er al snel een wedstrijd van wie de meeste Graboids kan doden. Earl en Grady vinden uiteindelijk een Graboid die half boven de grond uitsteekt en verlamd lijkt te zijn. Ze denken eindelijk een levend exemplaar te hebben gevangen. Wanneer ze de Graboid beter bekijken, zien ze dat hij aan de achterkant is uitgehold. Iets heeft zich vanuit het beest een weg naar buiten gegeten.
Wanneer ze terugkeren ontdekken ze Pedro’s truck. Pedro is echter verdwenen; alleen zijn armen hangen nog aan de takelwagen. Earl en Grady waarschuwen de anderen voor een mysterieus nieuw gevaar. De Graboids zijn de volgende fase van hun levenscyclus ingegaan: uit elke Graboid zijn drie kleinere monsters die bovengronds jagen gekomen (in deze film krijgen ze geen naam, maar in de derde film worden ze "Shriekers" genoemd). Deze beesten jagen in groepen en duiken in grote aantallen op. Al snel zijn de jagers gedwongen dekking te zoeken in de raffinaderij. Julio haalt het niet.
Even later duikt Burt op in zijn zwaargehavende truck. Hij was aangevallen door Shriekers maar kon ontkomen. Ook wist hij een van de beesten te verdoven en mee te nemen. De groep onderzoekt de Shrieker. Het blijkt dat ze “zien” via een hittesensor bovenop hun hoofd, en zich vermenigvuldigen door te eten. Een andere Shrieker ontdekt echter Burts voedselvoorraad en vermenigvuldigt zich enorm.
Burt lokt de Shriekers het gebouw in, waarna Earl een tijdbom activeert. Iedereen vlucht weg, waarna de raffinaderij wordt opgeblazen. Alle Shriekers komen om. Terwijl ze de schade bekijken, wijst Grady de anderen erop hoeveel geld ze gaan krijgen voor dit klusje, hoewel er van de raffinaderij weinig meer over is.

## Rolverdeling
| Acteur             | Personage           |
| ------------------ | ------------------- |
| Fred Ward          | Earl Bassett        |
| Michael Gross      | Burt Gummer         |
| Christopher Gartin | Grady Hoover        |
| Helen Shaver       | Kate “White” Reilly |
| Marcelo Tubert     | Señor Ortega        |
| Marco Hernandez    | Julio               |
| José Ramón Rosario | Pedro               |
| Thomas Rosales jr. | Oliewerker          |

## Prijzen/nominaties
1997 Saturn Awards
- 1 nominatie: Beste Home Video Release